# Сокіл сірий
Сокіл сірий (Falco hypoleucos) — вид хижих птахів родини соколових (Falconidae).

## Поширення
Ендемік Австралії. Поширений в посушливих та напівпосушливих районах майже по всьому материку. Він відсутній на півострові Кейп-Йорк, на південь від Великого водовідного хребта в Квінсленді, Новому Південному Уельсі та Вікторії та на південь від 26 ° пд. д. у Західній Австралії. Його природне середовище проживання — відкриті посушливі райони, такі як луки, хащі та злегка посушливі ліси.

## Опис
Цей хижак має верхні частини майже повністю сірі, а нижні білі; кінцівки махового пір'я темніші; восковиця жовта. Довжина 30-45 см, розмах крил 85-95 см, вага 350—600 г.

## Спосіб життя
Харчується переважно птахами, особливо папугами, а також дрібними ссавцями, рептиліями та комахами. Гніздиться на деревах, використовуючи гнізда з гілочок, побудовані іншими видами. Кожен виводок складається з 2-3 яєць.